# Sleeping Child (bài hát của Michael Learns to Rock)
"Sleeping Child" là một ca khúc bởi ban nhạc soft rock Đan Mạch Michael Learns to Rock, được phát hành làm đĩa đơn trích từ album Colours năm 1993.
Mặc dù "Sleeping Child" không lọt vào các xếp hạng nhưng đĩa đơn này cũng giúp album Colours gặt hái được một số thành công, như xếp hạng 43 tại Thụy Điển và Đức.

## Video âm nhạc

Một cảnh trong video âm nhạc với ca sĩ hát chính của MLTR

Video âm nhạc cho "Sleeping Child" khá đơn giản, mở đầu với cảnh ban nhạc biểu diễn trong đêm và có một đứa trẻ đang chơi đùa gần đó. Trong khi ban nhạc vẫn đang hát thì cậu bé ngắm nhìn bầu trời đêm bằng một chiếc kính viễn vọng, nhìn thấy Trái Đất, Mặt Trăng, Sao Thổ và nhiều hành tinh khác nữa cùng với dòng chữ "You've built your own paradise" (tạm dịch "Bạn đã xây một thiên đàng cho riêng mình"). Video kết thúc khi ban nhạc đã biểu diễn xong ca khúc.

## Các track
MLTR Greatest Hits - Album CD
| STT | Nhan đề                           | Thời lượng |
| --- | --------------------------------- | ---------- |
| 1.  | "Sleeping Child"                  | 3:29       |
| 2.  | "Sleeping Child" (Remix đặc biệt) | 3:57       |